# Johann Joseph Winckler
Johann Joseph Winckler, född 23 december 1670 i Luda i Sachsen-Altenburg, död 11 augusti 1722 i Magdeburg, var en tysk präst och psalmförfattare.
Winckler studerade teologi i Leipzig och räknas som en av de främsta psalmförfattarna i den äldre pietistkretsen. Han finns representerad i danska Psalmebog for Kirke og Hjem.